# Coupe LEN des vainqueurs de coupe
La Coupe des vainqueurs de coupe de la Ligue européenne de natation était une compétition européenne de water-polo masculin. Elle opposait de 1974 à 2003 les vainqueurs des coupes nationales.
Son vainqueur affronte le vainqueur de la coupe des clubs champions pour le bénéfice de la supercoupe d'Europe.

## Palmarès
| Édition | Vainqueur          | Finaliste             | Score |
| ------- | ------------------ | --------------------- | ----- |
| 1975    | Ferencvárosi TC    | Zian                  |       |
| 1976    | Mladost Zagreb     | Orvosegyetem          |       |
| 1977    | MGU Moscou         | PK Primorje           |       |
| 1978    | Ferencvárosi TC    | VK Primorac           |       |
| 1979    | Korčulanski PK     | Ferencvárosi TC       |       |
| 1980    | Ferencvárosi TC    | Pomorski ŠK Split     |       |
| 1981    | CSK VMF Moscou     | Domino Budapest HSE   |       |
| 1982    | Pomorski ŠK Split  | CS Crișul             |       |
| 1983    | CSK VMF Moscou     | CN Montjuïc           |       |
| 1984    | Pomorski ŠK Split  | Budapest Vasutas SC   |       |
| 1985    | Dinamo Moscou      | VK Jug Dubrovnik      |       |
| 1986    | Vasas SC           | Dinamo Bucarest       |       |
| 1987    | VK Mornar          | CN Catalogne          |       |
| 1988    | Posillipo          | VK Jug Dubrovnik      |       |
| 1989    | RN Arenzano        | Budapest Spartacus SC |       |
| 1990    | Pescara Pallanuoto | Dinamo Moscou         |       |
| 1991    | Partizan           | Alphen                |       |
| 1992    | CN Catalogne       | Volturno SC           |       |
| 1993    | Pescara Pallanuoto | SV Hagen              |       |
| 1994    | Pescara Pallanuoto | CE Mediterrani        |       |
| 1995    | Vasas SC           | Pescara Pallanuoto    |       |
| 1996    | Racing Rome        | Budapest Vasutas SC   |       |
| 1997    | NO Vouliagmeni     | Racing Rome           |       |
| 1998    | Ferencvárosi TC    | Olympiakos            |       |
| 1999    | Mladost Zagreb     | Olympiakos            |       |
| 2000    | Dinamo Moscou      | RN Florence           |       |
| 2001    | RN Florence        | CNA Barceloneta       |       |
| 2002    | Vasas SC           | Mladost Zagreb        | 11-10 |
| 2003    | CN Posillipo       | Vasas SC              | 14-13 |

## Sources
- [PDF] Palmarès des coupes européennes, Ligue européenne de natation, 2007 ; page consultée le 5 janvier 2010.